# Dębica (Landgemeinde)
Die Gmina wiejska Dębica ist eine Landgemeinde im Powiat Dębica der Woiwodschaft Karpatenvorland in Polen. Sitz der Gemeinde ist die Stadt Dębica, die jedoch der Gmina nicht angehört. Die Gmina hat eine Fläche von 137,6 km² und 25.880 Einwohner (Stand 31. Dezember 2020).

## Verwaltungsgeschichte
Von 1975 bis 1998 gehörte die Landgemeinde zur Woiwodschaft Tarnów.

## Gliederung
Zur Landgemeinde Dębica gehören folgende 19 Schulzenämter (sołectwo):
Braciejowa
Brzeźnica
Brzeźnica-Wola
Głobikowa
Gumniska
Kędzierz
Kochanówka
Kozłów
Latoszyn
Nagawczyna
Paszczyna
Podgrodzie
Pustków-Wieś
Pustków-Krownice
Pustków-Osiedle
Pustynia
Stasiówka
Stobierna
Zawada.

## Baudenkmale

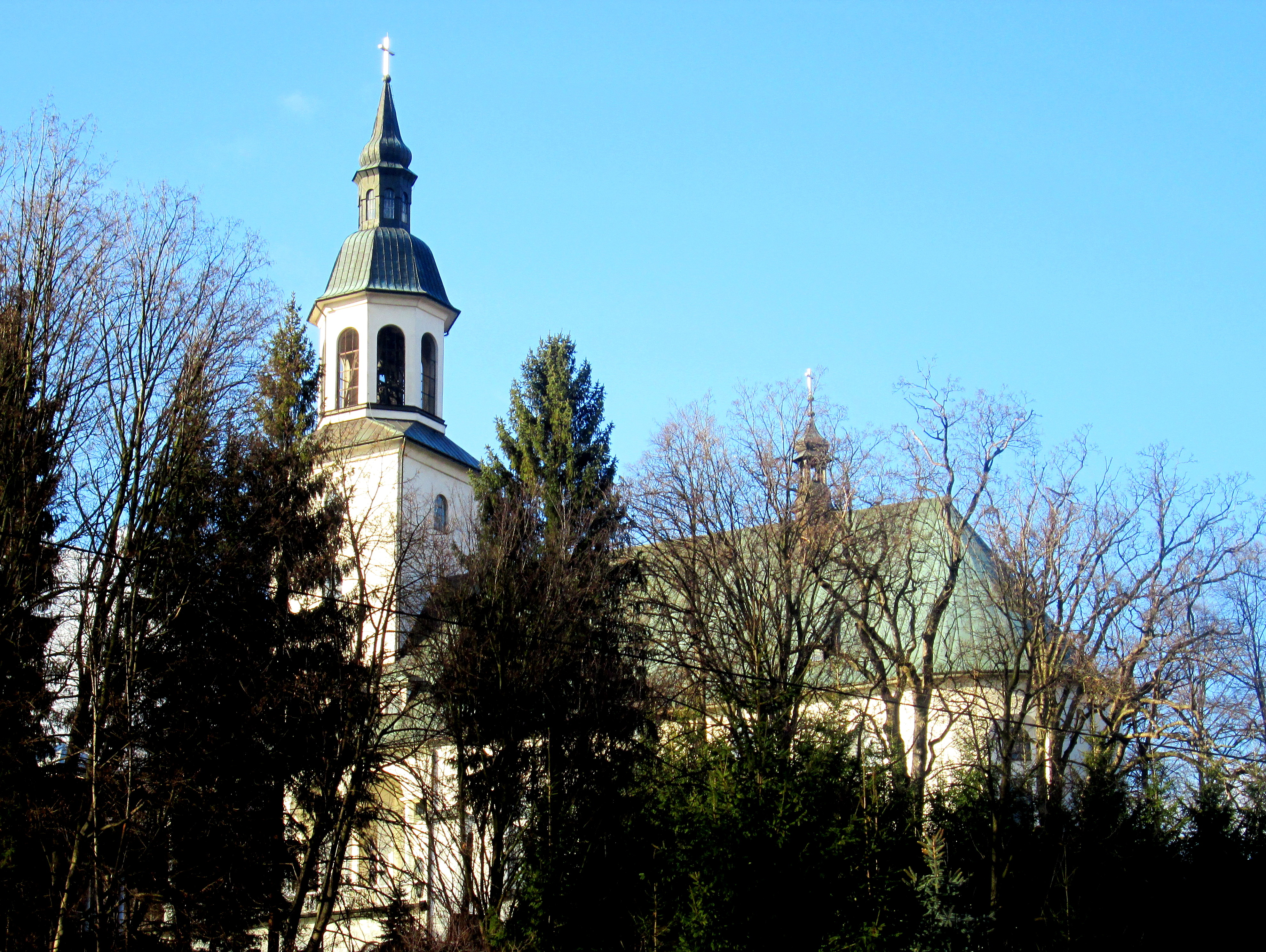
Kirche in Kozłów
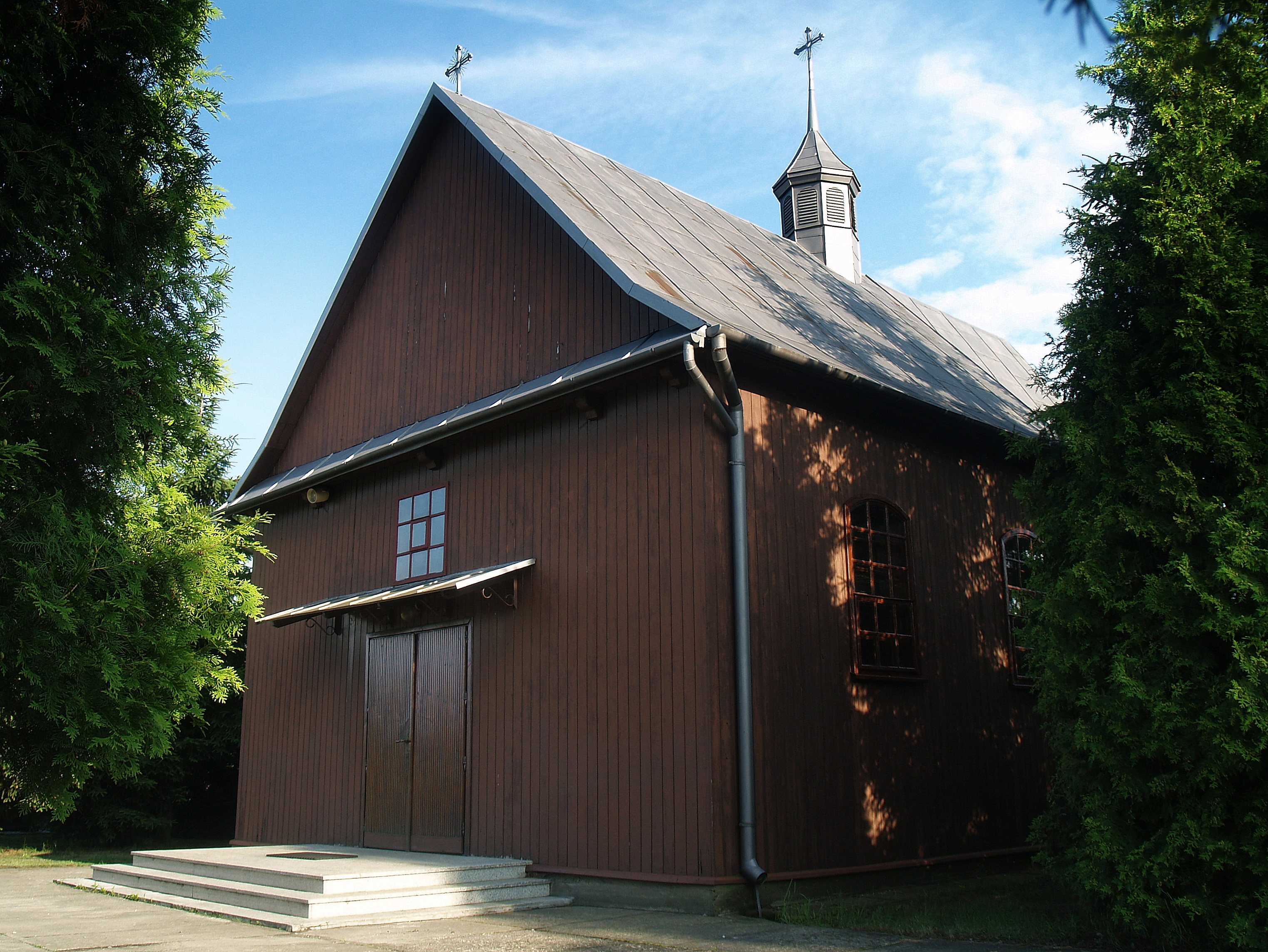
Kirche in Zawada
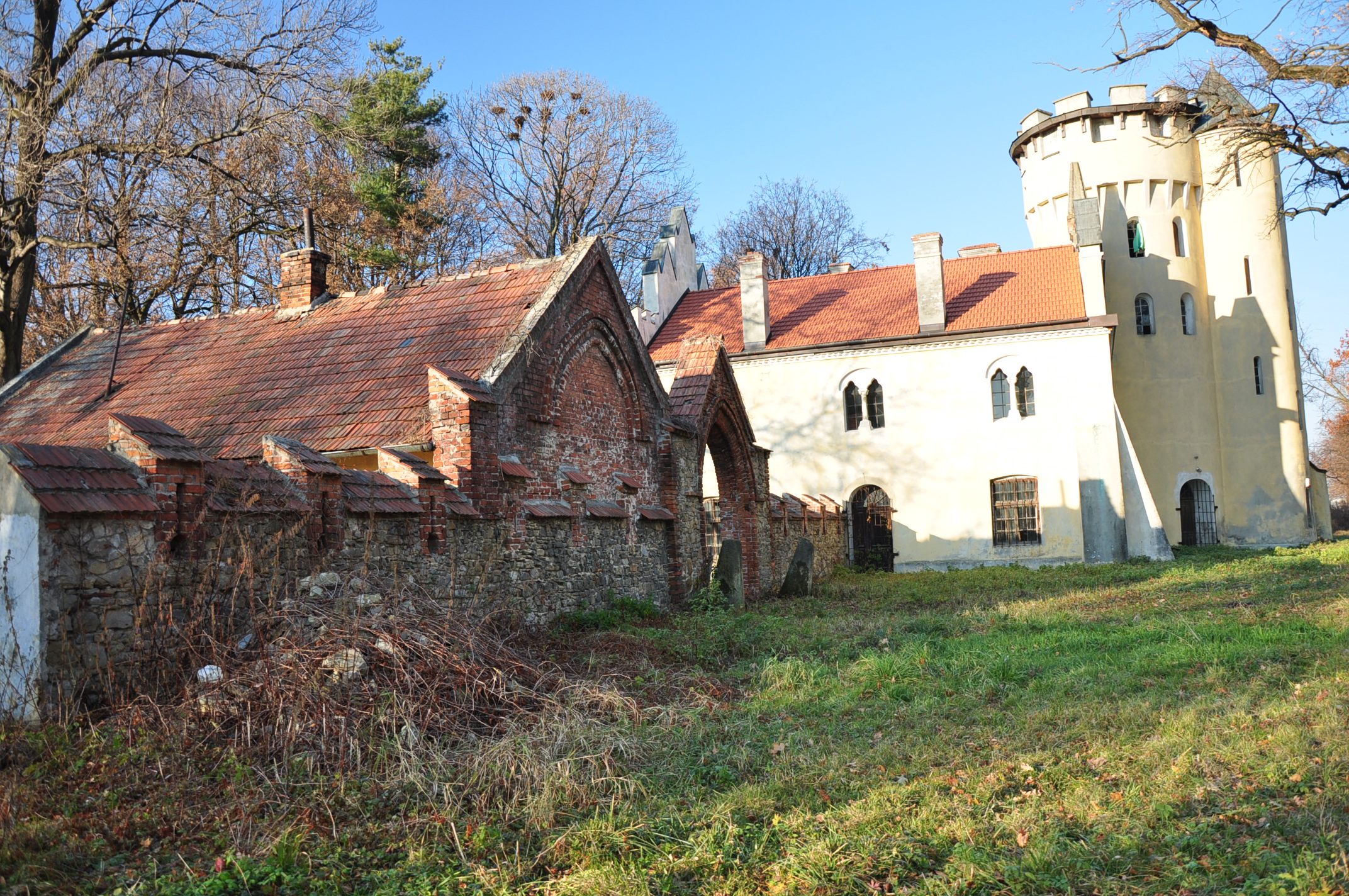
Burg/Herrenhaus in Zawada
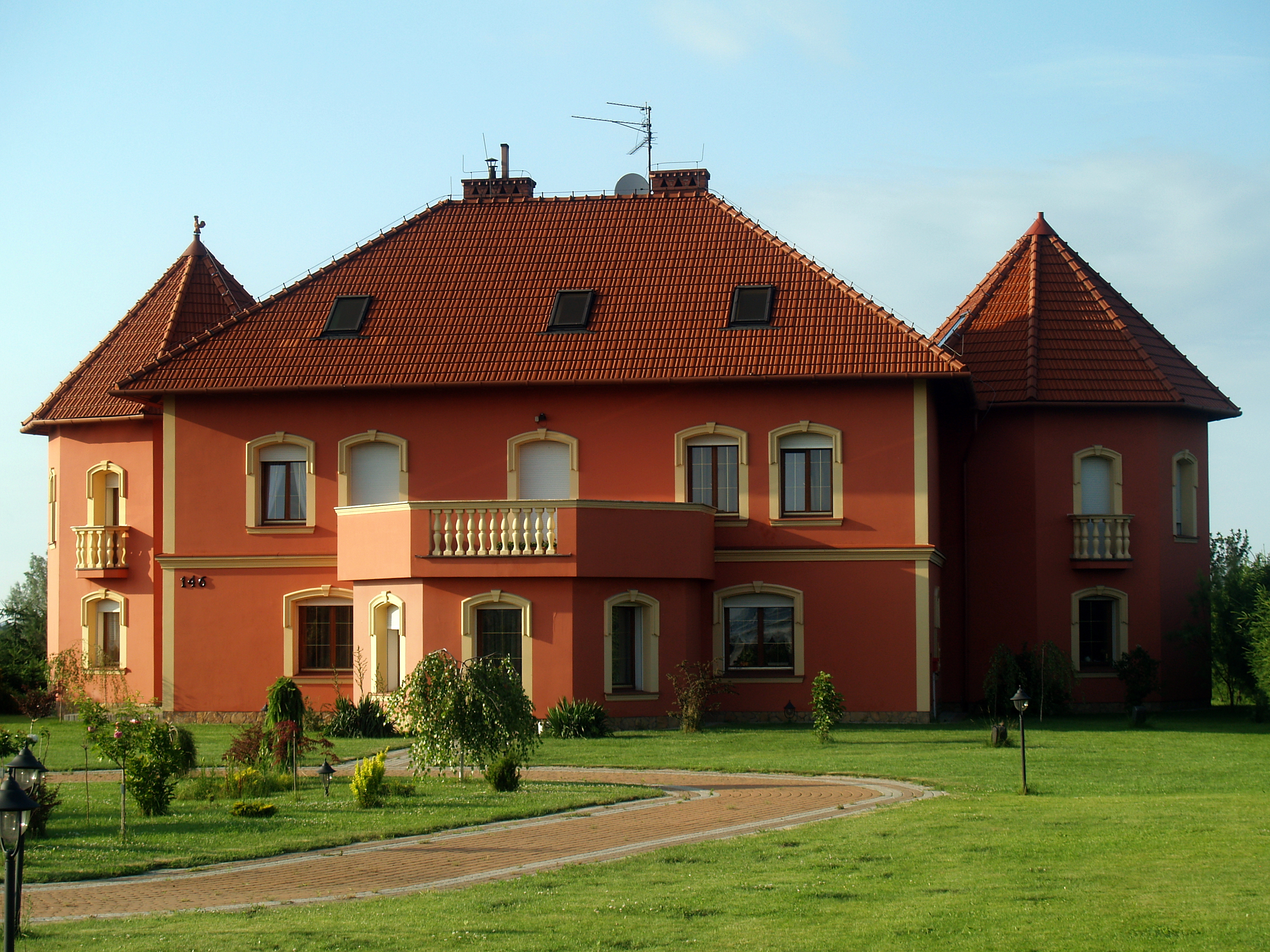
Herrenhaus in Zawada.

Bilder der Baudenkmale
- Kirche in Zawada
- Kirche in Kozłów
- Herrenhaus in Zawada
- Herrenhaus in Pustynia